# Narthecura invadens
Narthecura invadens là một loài tò vò trong họ Ichneumonidae.